# 最上義定
最上 義定（もがみ よしさだ）は出羽の戦国大名。最上義淳の長男。

## 生涯
永正元年（1504年）、父の死により山形城主となる。同年に永年の宿敵であった寒河江氏に後継者争いがあるのを察知し、3度攻めて和議を結び傘下に入れたとされる。この時に寒河江の大寺慈恩寺が焼失している。また、先々代寒河江氏当主寒河江知広の娘を弟中野義建の室とした。永正9年（1512年）には庄内で武藤氏と砂越氏の戦いがあり、義定は勝者の進出を想定して寒河江まで出陣する。また一族・山野辺直広の娘を室とするなど、当初の動きは極めて活発だった。
永正5年（1508年）上山に進出した伊達氏が、永正11年（1514年）山形に侵攻。義定を中心に天童氏、清水氏、延沢氏など各地の最上氏有力支族、傘下の寒河江氏などの連合軍は、稙宗と長谷堂で戦って敗北し、岳父の山野辺直広・吉川政周（寒河江一族）らが戦死する。稙宗は小梁川親朝を長谷堂城に駐留させたため山形城は大きな脅威にさらされ、義定は中野城に移らざるをえなかった。
翌年稙宗の妹を娶って和議を結ぶが、以後は伊達氏の影響力により最上氏宗家の勢力は衰退し、庶流の天童氏を中心とした最上八楯の形成要因となってしまう。そのような情勢の中で永正17年（1520年）2月2日に卒去。義定と伊達夫人の間には子がなかったため後継者争いに伊達稙宗が介入し、2年後にようやく中野氏を継いでいた弟・義建（よしたつ）の孫である義守が、わずか2歳で次の当主に迎えられた。なお、山野辺夫人との間に子があったが傀儡化を狙う伊達家に退けられたという説も存在する。

## 偏諱を与えた人物
- 氏家定直（家臣、主に義定亡き後の義守・義光の代で活躍）
- 日野定重（家臣、新庄城番、同じく義光の代で活動がみられる）

## 系譜
- 父：最上義淳
- 母：不詳
- 妻：山野辺直広の娘
  - 子？
- 後妻：伊達尚宗の娘
  - 養子：最上義守　－　中野義清の二男（義定の弟中野義建の孫）